# PFK Lubimec 2007
PFK Lubimec 2007 (bułg. Професионален футболен клуб Любимец 2007) – bułgarski klub piłkarski z siedzibą w mieście Lubimec.

## Historia
Chronologia nazw:
- 1921—1947: Marica Lubimec (bułg. "Марица" Любимец)
- 1947—196?: Strieła Lubimec (bułg. "Стрела" Любимец)
- 196?—1994: FK Lubimec (bułg. ФК "Любимец")
- 2006—2007: PFK Haskowo II (bułg. ПФК "Хасково II" )
- 2007—...: PFK Lubimec 2007 (bułg. ПФК "Любимец 2007")

Klub został założony w 1921 roku jako Marica. W 1947 roku klub zmienił nazwę na Strieła, a od lat 60. XX wieku nazywał się FK Lubimec. W swojej dotychczasowej historii klub rywalizował tylko na poziomie amatorskim bez większego powodzenia. A pod koniec sezonu 1993/94 przestał istnieć.
Ponad dziesięć lat później, dzięki staraniom miejscowego biznesmena Atanasa Stałewa klub został reaktywowany. W sezonie 2006/07 zespół Haskowo II wywalczył awans do Południowej Amatorskiej Grupy "W". Przed rozpoczęciem kolejnego sezonu klub przeniósł się do Lubimca i wziął nazwę PFK Lubimec 2007. Trenerem został były piłkarz Haskowo Dimczo Markow. Udało mu się razem z drużyną w sezonie 2007/08 zająć drugie miejsce w trzeciej lidze i zdobyć historyczny awans do Grupy "B" Mistrzostw Bułgarii.
Przez następne pięć sezonów zespół był jednym z najbardziej stabilnych klubów we Wschodniej Grupie "B".
W styczniu 2013 r. na stanowisko trenera awansował były zawodnik zespołu Weselin Welikow, który do tego czasu pracował jako asystent trenera. Pod jego kierownictwem zespół zajął końcowe 2 miejsce w sezonie 2012/13, zdobywając historyczny awans do I ligi bułgarskiej.

## Sukcesy

### Trofea międzynarodowe
Nie uczestniczył w rozgrywkach europejskich (stan na 31-05-2013).

### Trofea krajowe
| \| \| Zdobyte trofea w rozgrywkach Bułgarii (stan na: 31-05-2013) \| |                                                             |      |               |
| Rozgrywki                                                            | Osiągnięcie                                                 | Razy | Sezon(y)      |
| · Mistrzostwo                                                        | I miejsce                                                   | 0    |               |
| · Mistrzostwo                                                        | II miejsce                                                  | 0    |               |
| · Mistrzostwo                                                        | III miejsce                                                 | 0    |               |
| Puchar                                                               | zdobywca                                                    | 0    |               |
| Puchar                                                               | finalista                                                   | 0    |               |
| Puchar                                                               | 1/16 finału                                                 | 1    | 2008          |
| II liga                                                              | I miejsce                                                   | 0    |               |
| II liga                                                              | II miejsce                                                  | 1    | 2012 (wschód) |
| II liga                                                              | III miejsce                                                 | 0    |               |
| Bułgaria                                                             | Zdobyte trofea w rozgrywkach Bułgarii (stan na: 31-05-2013) |      |               |

## Stadion
Klub rozgrywa swoje mecze domowe na stadionie Gradskim w Lubimcu, który może pomieścić 4,000 widzów.

## Trenerzy
- 2006–2009:  Dimczo Markow
- 2009:  Iwajło Petew
- 2009–2012:  Stamen Bełczew
- 2013–...:  Weselin Welikow